# NGC 7533
NGC 7533 (другие обозначения — PGC 70778, ZWG 380.13, NPM1G -02.0507) — линзовидная галактика в созвездии Рыбы.
Объект причисляют к галактикам низкой поверхностной яркости, которые обычно являются карликовыми.
Этот объект входит в число перечисленных в оригинальной редакции «Нового общего каталога».